# La Canourgue
La Canourgue là một xã ở tỉnh Lozère trong vùng Occitanie, phía nam nước Pháp. Khu vực này có độ cao trung bình 563 mét trên mực nước biển.

## Gallery

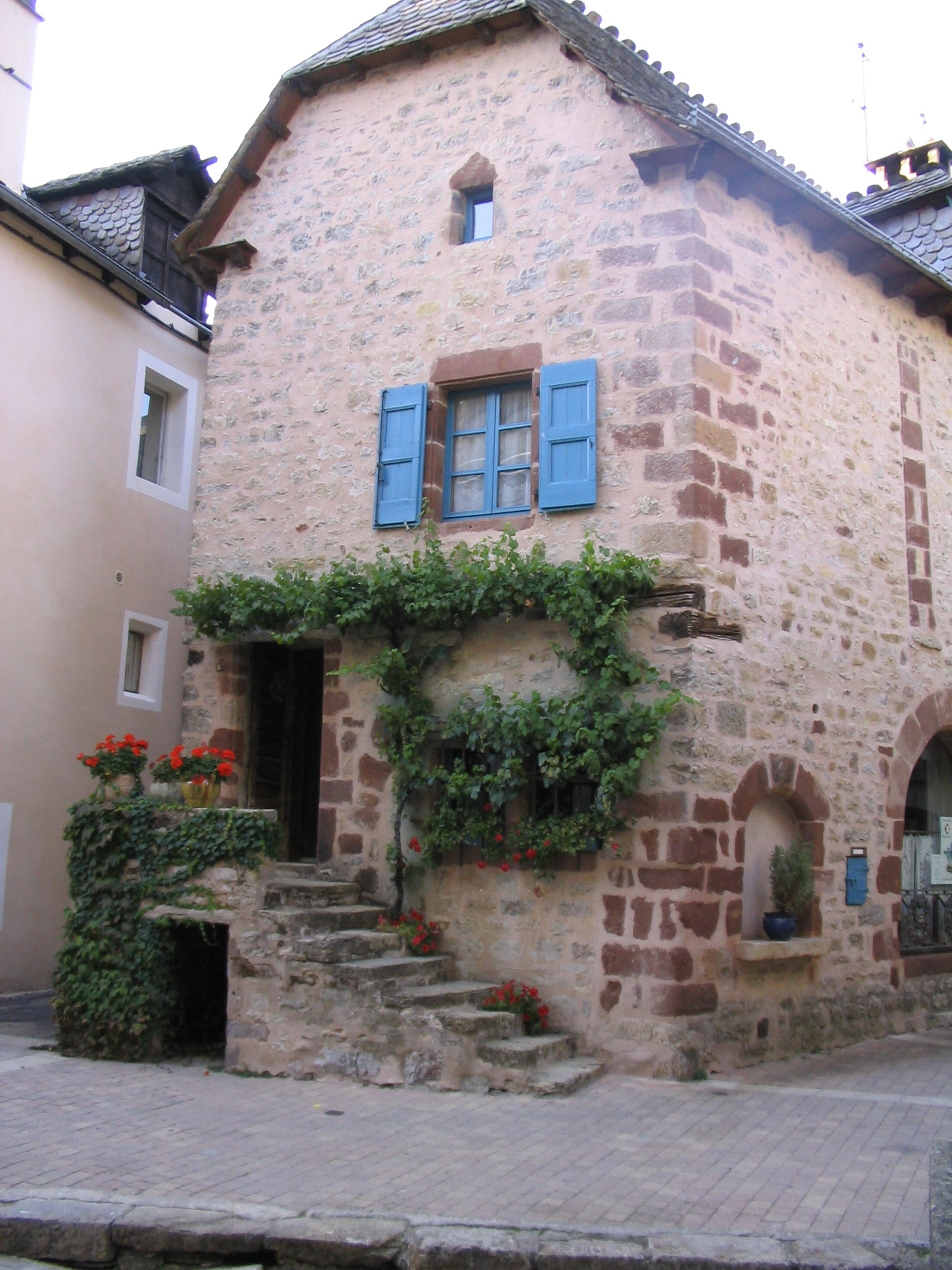
House in La Canourgue
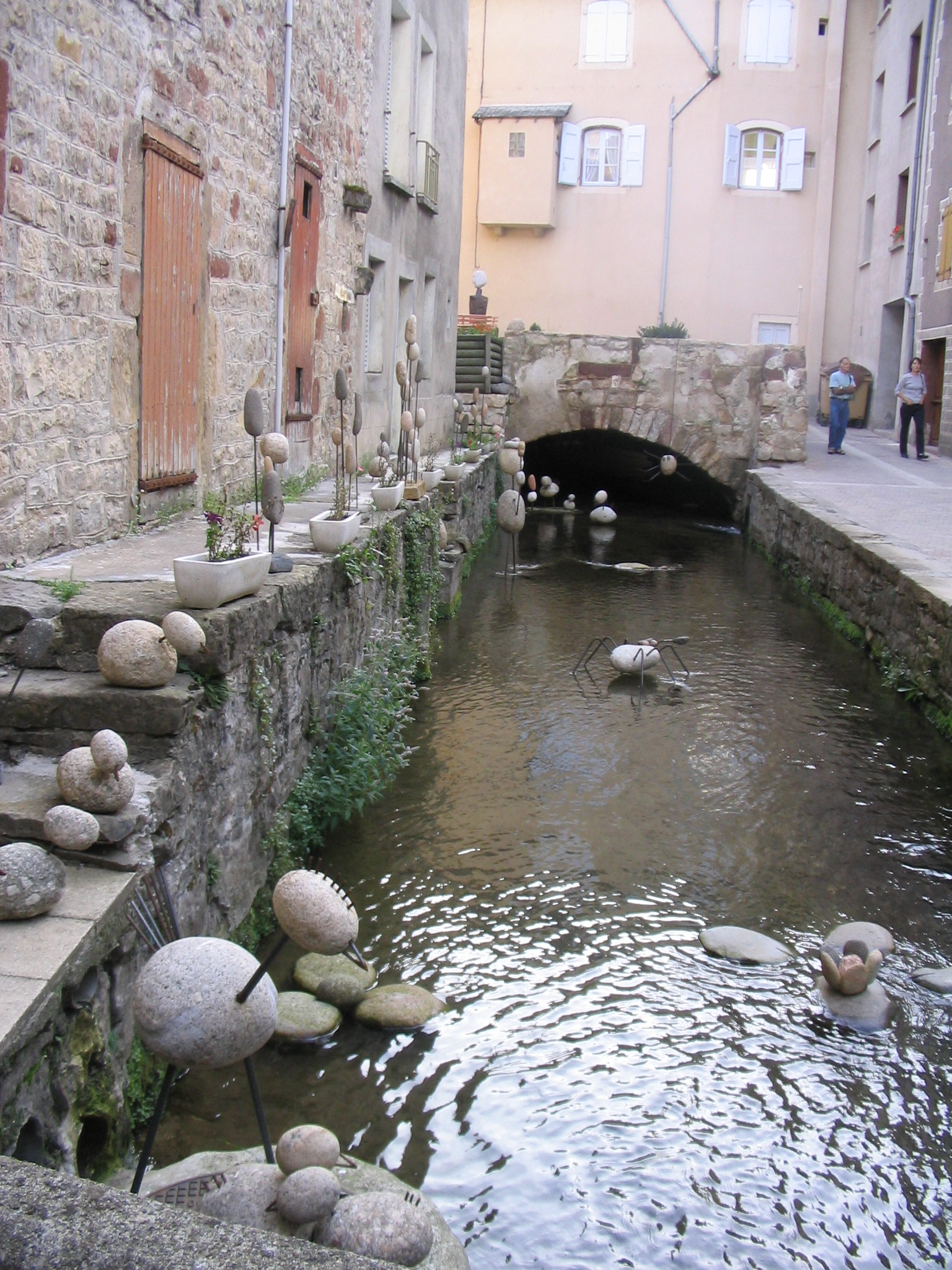
Canal in La Canourgue